# Queenborough (Schiff)
Die Queenborough (G70) kam mit dem Kriegsbauprogramm im Zweiten Weltkrieg als Zerstörer der Q- und R-Klasse in den Dienst der Royal Navy und wurde mit den Battle Honours Arctic 1942–43, Sicily 1943, Salerno 1943, Mediterranean 1943 und Okinawa 1945 ausgezeichnet. 

Nach dem Kriegsende verblieb der Zerstörer mit zwei Schwesterschiffen auf Leihbasis in Australien und ersetzte von der Royal Australian Navy (RAN) zuvor eingesetzte Zerstörer der N-Klasse, die an die Royal Navy zurückgegeben wurden. Die RAN hatte zuvor schon 1942 zwei Schiffe der Q-Klasse (Quiberon und Quickmatch) direkt bei ihrer Fertigstellung übernommen.
1950 verschenkte die Royal Navy die Queenborough und ihre vier Schwesterschiffe an Australien, wo nach britischem Muster (Typ 15) der Umbau der Zerstörer zu U-Abwehr-Fregatten erfolgen sollte. Queenborough wurde als zweites Schiff bis 1954 umgebaut und wurde von der RAN in verschiedenen Funktionen bis 1972 genutzt. 1975 wurde der das Schiff in Hongkong verschrottet.

## Geschichte des Schiffs
Der Zerstörer Queenborough wurde mit der „3rd Emergency Flotilla“ (Q- oder Quilliam-Klasse) mit einem Schwesterschiff bei Swan Hunter and Wigham Richardson in  Wallsend-on-Tyne bestellt. Der aktive Baubeginn der Zerstörer der Q- und R-Klasse verzögerte sich durch die Kriegsereignisse, da die britische Werften durch die Reparaturen und Umrüstungen der vorhandenen Schiffe nach den Ereignissen in Norwegen und Nordfrankreich stark ausgelastet waren.
Die Kiellegung des Neubaus mit der Baunummer 1605 erfolgte am 6. November 1940, etwa einen Monat nach dem auch bei der Werft bestellten Schwesterschiff Quality. Der Stapellauf des nach der Kleinstadt Queenborough in Kent benannten Zerstörers fand am 16. Januar 1942 statt. Den Namen hatten von 1671 bis 1806 schon fünf Schiffe der Royal Navy getragen, zuletzt ein Kutter mit zwölf Kanonen. Die vierte HMS Queenborough von 1747, eine kleine Fregatte mit 24 Kanonen, hatte sich im Siebenjährigen Krieg 1758/59 in vier Gefechten vor Indien besonders ausgezeichnet und war dafür mit vier Battle Honours geehrt worden, ehe sie 1761 in einem Wirbelsturm verloren ging.
Am 10. Dezember 1942 wurde die sechste Queenborough an die Royal Navy abgeliefert und ging zur Ausbildung nach Scapa Flow.

### Einsätze

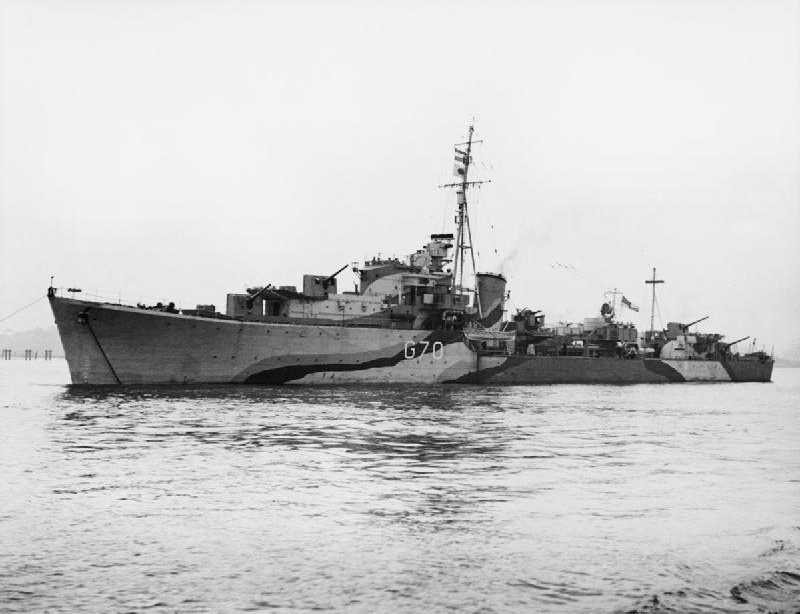
Der Zerstörer Queenborough, 1942

Die in Dienst gestellte Queenborough wurde der Home Fleet zugeteilt und schon ab Ende 1942 der Sicherung der Nordmeergeleitzüge zugeteilt. Schon am 31. Dezember 1942 gehörte der Zerstörer zu den Einheiten, mit denen die Home Fleet die Sicherung der Geleitzüge JW 51B und RA 51 nach dem Gefecht in der Barentssee verstärkte. Sie ging mit den Schlachtschiffen King George V und Howe, dem Kreuzer Mauritius und den Zerstörern Montrose, Musketeer, Raider, Worcester und die polnische Piorun, von denen einige, insbesondere das Schwesterschiff Raider, auch erst kürzlich in den Dienst gekommen waren. Der Einsatz verlief ohne besondere Ereignisse. Ende Januar 1943 erfolgte noch ein weiterer Einsatz im Nordmeer in der Deckungsgruppe für den Geleitzug JW 52 in weitgehend anderer Zusammensetzung.
Von Ende Februar bis Anfang Mai 1942 folgten Einsätze an Truppengeleiten im Atlantik bis Gibraltar, Freetown, Kapstadt und Durban. Bei diesen Einsätzen wirkte Queenborough zumindest zeitweise mit den Schwesterschiffen Quail, Quadrant, Quilliam sowie Raider und Racehorse zusammen.
Queenborough gehörte zu der aus den Schiffen der Q-Klasse neu gebildeten „4th Destroyer Flotilla“, die im Sommer 1943 der Force H für den Einsatz im Mittelmeer und die geplante alliierte Landung auf Sizilien zugeteilt wurde.
Als die alliierte Landung an der Süd- und Südostküste Siziliens (Operation Husky) nach dem größten Aufmarsch einer alliierten Flotte am 10. Juli 1943 erfolgte, war Queenborough mit den Schwesterschiffen Quilliam und Quail Teil der Deckungsgruppe für den Gesamtaufmarsch.

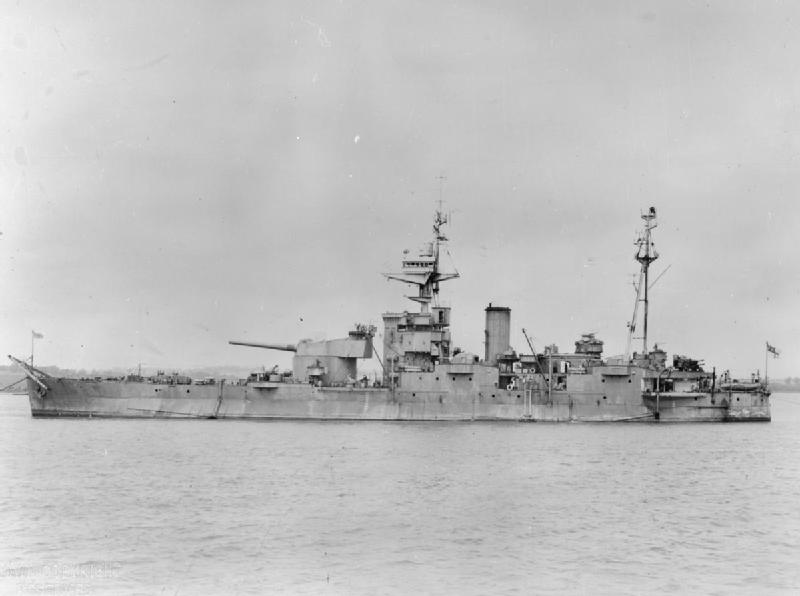
Der Monitor Abercrombie

Für den geplanten Übertritt der britischen Truppen auf das italienische Festland die drei Zerstörer der Q-Klasse am 31. August mit Schlachtschiffen, Kreuzern und weiteren Zerstörern an der ersten Beschießung der Küste zwischen Reggio Calabria und Pessaro beteiligt.
Nach weiteren Beschießungen am 2. September setzte das britische XIII. Korps am folgenden Tag über die Straße von Messina. Neben den Monitoren Erebus, Roberts und Abercrombie und den Kanonenbooten Aphis und Scarab unterstützten die drei Zerstörer neben anderen weiter die in Kalabrien vormarschierenden britischen Truppen. Als am 9. September dann die Landung der 5. US-Armee in der Bucht von Salerno (Operation Avalanche) erfolgte, bildeten die drei Zerstörer der 4. Flottille mit der Petard und fünf Zerstörern der 24. Flottille und neun der 8. Flottille sowie den französischen Großzerstörern Le Fantasque und Le Terrible den Sicherungsschirm um den Deckungsverband der Operation mit den Schlachtschiffen Nelson, Rodney, Warspite und Valiant sowie den Flugzeugträgern Illustrious und Formidable.
Ab Oktober 1943 leistete die Queenborough mit Quilliam und Quail Unterstützung des Vormarsches der alliierten Truppen an der italienischen Ostküste in der Adria. Die  Schwesterschiffe waren in Bari stationiert. Beim Einlaufen in den Hafen wurde die Quail am 15. November durch einen Minentreffer schwer beschädigt und kam nicht wieder zum Einsatz. Queenborough und Quilliam beschossen noch am 1. Dezember 1943 Durrës (Durazzo) in Albanien.

### British Eastern Fleet
Die veränderte Kriegslage im Mittelmeer durch den Wegfall der italienischen Flotte und der Vichy-treuen französischen Marineeinheiten machten eine erhebliche Verstärkung der British Eastern Fleet, die zum Jahresbeginn nur über elf Zerstörer verfügte. Neben Schlachtschiffen, Trägern und Kreuzern wurden auch etliche Zerstörer in den Indischen Ozean verlegt. Dazu gehörten die „16th Destroyer Division“ mit vier Zerstörern der P-Klasse, die „11th Destroyer Flotilla“ mit acht Zerstörern der R-Klasse sowie die „4th Destroyer Flotilla“ mit den sechs Zerstörern Quilliam, Quadrant, Quality, Queenborough, Quiberon und Quickmatch der Q-Klasse. Von letzterer waren allerdings die australischen Quiberon und Quickmatch dort schon seit Ende Februar 1943 meist als Geleitfahrzeuge
und die britischen Quadrant und Quality seit September 1943 im Einsatz.
Während ihrer Einsatzzeit bei der Eastern Fleet nahm Queenborough im Frühjahr an drei Trägeroperationen teil, bei denen sie die Illustrious sicherte. Am 21. März lief ein Teil der Eastern Fleet von Trincomalee aus, um den amerikanischen Träger Saratoga mit drei Zerstörern südwestlich der Cocos-Insel aufzunehmen (Operation Diplomat). An der Sicherung der Illustrious waren auch Quilliam und Quality beteiligt und die australischen Zerstörer Napier, Norman, Nepal sowie Quiberon gehörten auch zum Verband.

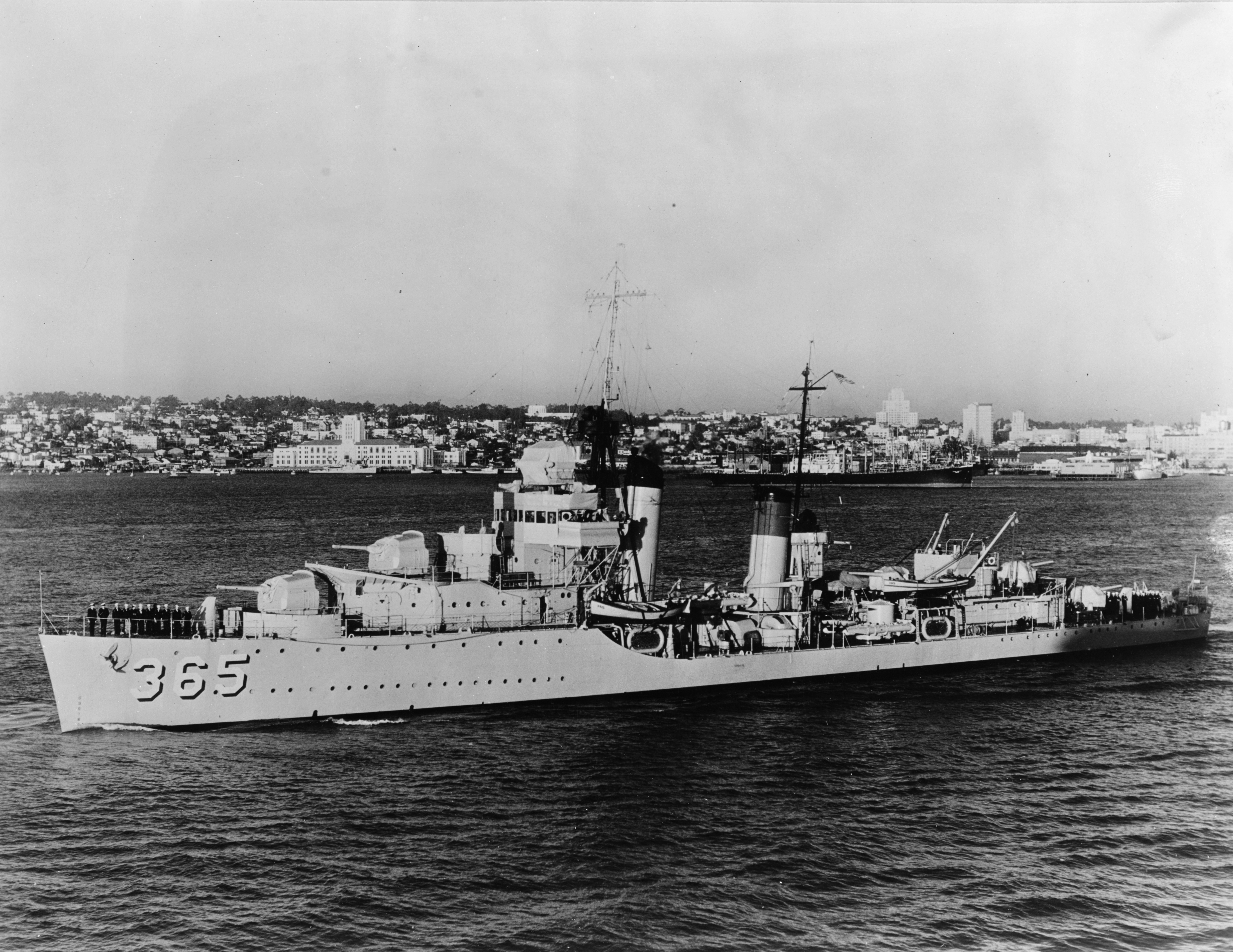
Noch im Friedensanstrich: USS Cummings

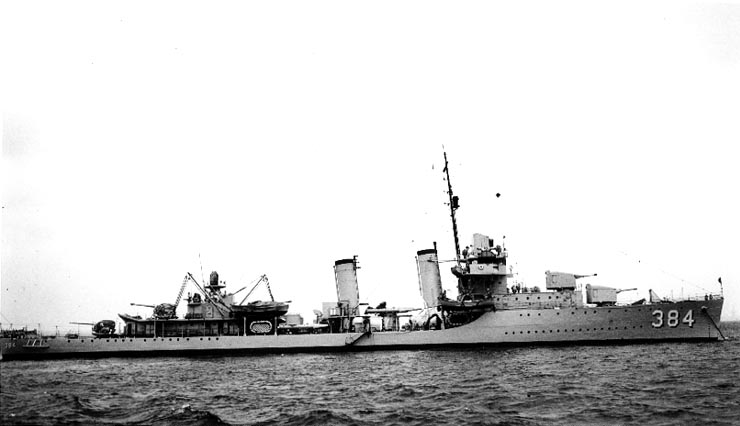
Und USS Dunlap, so auch USS Fanning

Nach der erfolgreichen Aufnahme des amerikanischen Trägers führte die Eastern Fleet mit beiden Trägern Mitte April einen Trägerraid gegen Sabang durch (Operation Cockpit), das am 19. April von 81 Maschinen angegriffen wurde. Die Zerstörer Quilliam, Quadrant, Queenborough und die amerikanischen Zerstörer Cummings, Dunlap und Fanning sicherten die Träger. Im Unterstützungsverband wurden u. a. auch Quiberon, Napier, Nepal und Nizam eingesetzt.

Am 17. Mai folgte noch ein weiterer Trägerraid gegen Surabaya mit 85 Maschinen (Operation Transom), der zeitgleich zu einem amerikanischen Angriff bei Wakde in Neuguinea stattfand. Dieselben sechs Zerstörer sicherten zusammen mit den Kreuzern Ceylon und der Gambia der Royal New Zealand Navy (RNZN) die beiden Träger. Der mit dem Trägerverband am 6. Mai aus Colombo ausgelaufene Schlachtkreuzer Renown trat schon am ersten Tag des Vorstosses zum aus Trincomalee kommenden Unterstützungsverband mit den Schlachtschiffen Queen Elizabeth, Valiant und der französischen Richelieu, den Kreuzern Newcastle, Nigeria und der niederländischen Tromp, den Zerstörern Rotherham, Racehorse, Penn sowie den australischen Napier, Nepal, Quiberon und Quickmatch und der niederländischen Van Galen. Vor dem Angriff hatten die Verbände sich in der Exmouth-Bay (NW-Australien)am 15. aus sechs vorausgeschickten Flottentankern und einem Wassertanker versorgt, die von den Kreuzern London und Suffolk gesichert wurden. Nach dem Angriff trennte sich die Saratoga mit ihren Zerstörern vom Verband und kehrte über Australien wieder in den Pazifik zurück, während die Einheiten der Eastern Fleet am 27. Mai wieder Ceylon erreichten.
Am 15. Oktober 1944 lief die Queenborough zu ihrem letzten größeren Einsatz mit der Eastern Fleet von Trincomalee aus. Durch Beschießungen und Luftangriffe auf japanische Stützpunkte auf der Malaiischen Halbinsel und den Nikobaren sollte der Eindruck erweckt werden, die Alliierten würden eine Landung auf der Halbinsel beabsichtigen (Operation Millet). Die Flotte war in drei Gruppen gegliedert. Queenborough bildete mit Quilliam, der australischen Quiberon und dem Flaggschiff Renown die erste Gruppe des Verbandes. Die zweite Gruppe wurde von den Kreuzern London, Cumberland und Suffolk sowie den Zerstörern Relentless, Raider, der australischen Norman und der niederländischen Van Galen gebildet. Die dritte Gruppe bestand aus den Flugzeugträgern Indomitable und Victorious, dem Kreuzer Phoebe und den Zerstörern Whelp, Wakeful, Wessex und Wager.
Am 17. und 19. Oktober führten die Träger Angriffe auf die Nikobaren durch. Nachdem die Kreuzergruppe Car Nicobar am 17. und London, Norman und Van Galen in der Nacht beschossen hatten, setzten Renown, Suffolk, Raider, Quilliam und Queenborough die Beschießung am 18. fort. Eine Ablenkung der Japaner gelang jedoch nicht.
Am 22. November 1944 wurde die British Eastern Fleet in zwei Flotten geteilt. Der kleinere blieb als East Indies Fleet im Indischen Ozean, während der größere Teil als British Pacific Fleet (BPF) in den Pazifik verlegen sollte. Queenborough und die „4th Destroyer Flotilla“ wurden der BPF zugeteilt, die im Dezember nach Australien verlegte.

### British Pacific Fleet
Im Januar 1945 wurde die Queenborough in Australien für den Einsatz mit der amerikanischen Flotte in Australien ausgerüstet. Ihre Kennung wechselte in Angleichung an das amerikanische System von G70 zu D19.
Im Februar 1945 begleiteten Queenborough, Quality und Quadrant das Schlachtschiff Howe bei einem Besuch des Oberbefehlshabers der BPF, Bruce Fraser in Neuseeland. Anschließend übte der Verband abweichende Signal- und Manöververfahren der Amerikaner und verlegte ab dem 28. Januar zur neuen vorgeschobenen Basis der BPF in Manus, die am 7. Mai erreicht wurde.
Nach einer verzögerten Zustimmung der amerikanischen Stabschefs, konnte die BPF am 18. März zur US-Basis in Ulithi weitermarschieren, um am 23. von dort als Task Force 57 unter Vizeadmiral Philip Vian sich an der Vorbereitung der Landung auf Okinawa zu beteiligen.
Der britische Verband bestand aus den vier Trägern Indomitable, Victorious, Illustrious, Indefatigable, den beiden Schlachtschiffen King George V. und Howe, den fünf Kreuzern Swiftsure, Euryalus, Black Prince, Argonaut sowie der Gambia der RNZN und den elf Zerstörern Grenville, Ulster, Undine, Urania und Undaunted (25th DF), Kempenfelt, Whirlwind und Wager (27th DF) sowie den australischen Quickmatch und Quiberon und der britischen Queenborough(4th DF). Aufgabe des britischen Verbandes war die Ausschaltung der Flugplätze auf der Sakishima-Gunto-Inselgruppe der südlichen Ryūkyū-Inseln. Zur Versorgung des Angriffsverbandes stand eine Versorgungsgruppe mit den Geleitträgern Striker, Speaker, den Sloops Crane, Pheasant, der Fregatte Findhorn, drei Tankern zur Verfügung. Bei ihr waren auch die Zerstörer Quality und Whelp, die Kempenfelt und Whirlwind ablösten.
Diese Einsätze setzte die britische Task Force bis zum 20. April 1945 fort, bei denen nicht nur Flugzeuge vernichtet, sondern auch japanische Sicherungseinheiten und Transporter versenkt wurden. Wenn sie sich für kurze Versorgungspausen aus dem Kampfgebiet für zwei/drei Tage zurückzog, wurde sie durch eine US-amerikanische Geleitträgergruppe ersetzt. Im Einsatz war die britische Task Force schwächeren Kamikaze-Angriffen ausgesetzt, als die Einheiten und Verbände, die die gelandeten alliierten Truppen unmittelbar unterstützten. Getroffen wurden die Träger Indefatigable und leichter die Illustrious sowie der Zerstörer Ulster, der durch den neuseeländischen Kreuzer Gambia nach Leyte geschleppt wurde.

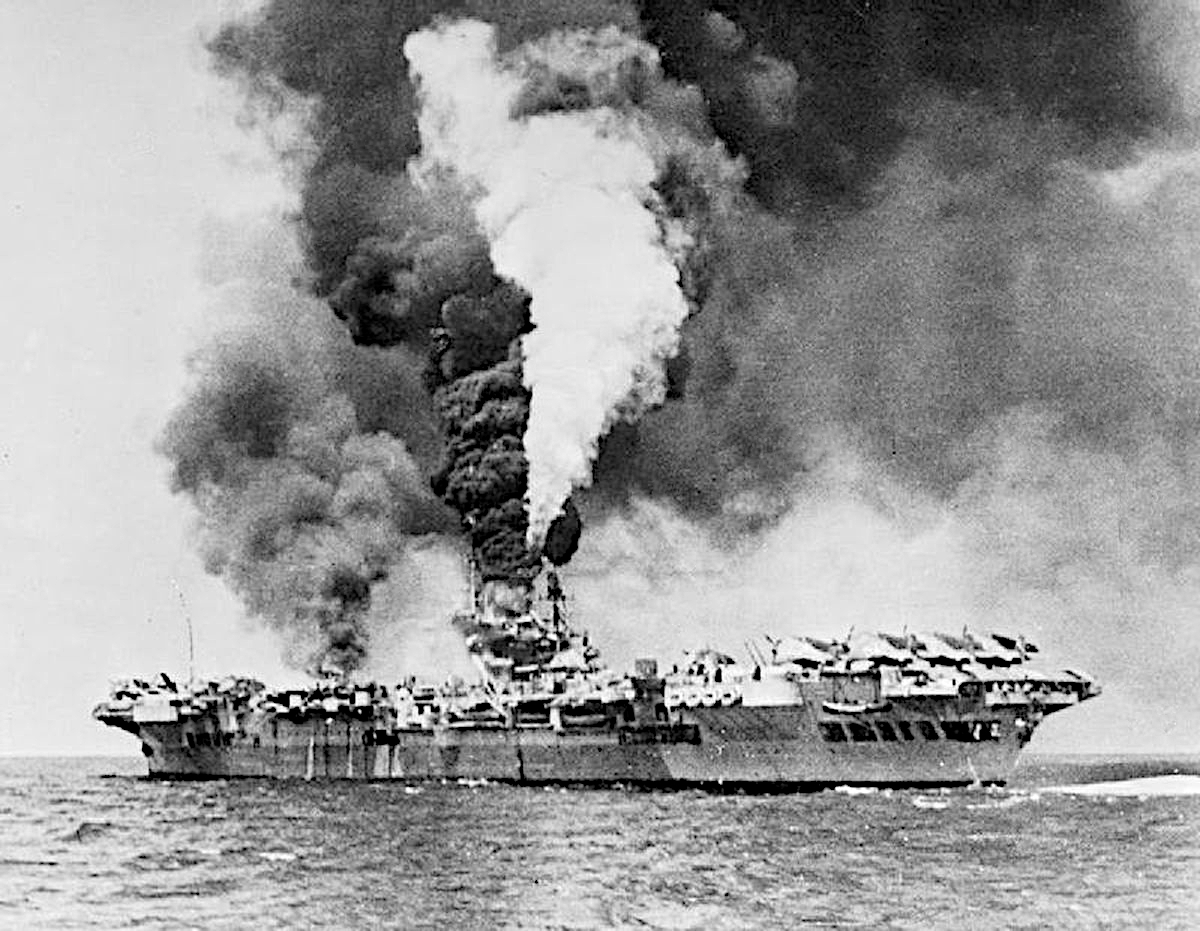
Die Formidable beim Kamikaze-Treffer am 4. Mai

Schon am 1. Mai 1945 verließ der britische Verband Leyte wieder, um in das Kampfgebiet um Okinawa zurückzukehren. Wieder bestand der Verband aus vier Trägern, wobei Formidable jetzt die Illustrious ersetzte, den beiden Schlachtschiffen King George V und Howe, fünf Kreuzern, wobei die Uganda der Royal Canadian Navy die Argonaut ersetzte, und jetzt vierzehn Zerstörern
bei denen die durch Kamikaze schwer beschädigte Ulster fehlte und dafür Ursa und Urchin eingesetzt wurden, wieder mit Kempenfelt, Whirlwind und der Wessex an Stelle der Wager und neben Quickmatch, Quiberon und Queenborough auch noch Quilliam und Quality der 4th destroyer Flotilla. Diesmal wurden die Inseln der Sakashima-Gunto-Gruppe nicht nur aus der Luft angegriffen, sondern auch von den Schlachtschiffen, Kreuzern und der Hälfte der Zerstörer beschossen. Beim Einsatz erhielt Formidable zwei Kamikaze-Treffer und wurde vor den letzten Angriffen zur Basis entlassen, Indomitable erlitt leichte Schäden, später erhielt auch Victorious  einen Kamikaze-Treffer.

Zur jetzt größeren britischen Versorgungsgruppe gehörten vier Geleitträger, die australischen Zerstörer Napier, Nepal, Norman und Nizam, vier Sloops, drei Fregatten der River-Klasse, drei australische Minensuchkorvetten und noch weitere Einheiten. Beim Angriffsverband waren zeitweise auch die Zerstörer Napier, Nepal, Troubridge, Tenacious und Termagent  im Einsatz. Der Zerstörer Quilliam wurde am 20. Mai bei einer Kollision schwer beschädigt und musste zur Basis geschleppt werden. Ab dem 23. Mai kam auch noch der neuseeländische Kreuzer Achilles bei der britischen Task Force zum Einsatz.
Die Queenborough  wurde am 15. Mai 1945 aus dem Verband der britischen Task Force wegen Antriebsproblemen nach Nahtreffern entlassen und lief mit dem Geleitträger Speaker zurück nach Leyte. Sie kehrte dann zur Durchführung von Reparaturen nach Sydney zurück und verblieb auch nach Abschluss der Reparaturen im Juni 1945 bis zum Kriegsende in Australien.

## Abgabe an die Royal Australian Navy
Als der Zweite Weltkrieg endete verfügte die RAN über drei in Australien gebaute Zerstörer der Tribal-Klasse, vier Zerstörer der N-Klasse (ein Kriegsverlust) und zwei Zerstörer der Q-Klasse, die von der Royal Navy geliehen waren sowie noch zwei alte Einheiten der bei Kriegsbeginn vorhandenen „Scrap Iron Flotilla“ (drei Kriegsverluste). Es wurde beschlossen, die Zerstörer der N-Klasse an die Royal Navy zurückzugeben und durch drei im Fernen Osten im Einsatz befindliche Zerstörer der Q-Klasse der Royal Navy zu ersetzen. Auch diese Einheiten wurden zuerst nur geliehen. So kamen Quadrant, Queenborough  und Quality im Herbst 1945 in den Dienst der Royal Australian Navy. Queenborough blieb in australischen Gewässern im Einsatz, bis sie am 20. Mai 1946 der Reserve zugeordnet wurde.
Im Mai 1950 begann dann der Umbau des Schiffes beim Cockatoo Island Dockyard zu einer modernen schnellen U-Jagd-Fregatte nach britischem Muster.
Beim Umbau wurden die Bewaffnung des Schiffes hnd alle Aufbauten entfernt. Die Fregattenumbauten erhielten ein neues größeres Deckshaus aus Aluminiumbleche mit einer viel großzügigeren Unterbringung der Besatzung und einer großen Operationszentrale zur Nutzung der vielen neuen Sensoren. Die Brücke des Schiffes war völlig geschlossen.
Die neue Bewaffnung der Queenborough bestand aus einem 102-mm-Zwillingsgeschütz hinter dem langen Aufbau, das als Seezielgeschütz und zur Flugzeugabwehr eingesetzt werden konnte. Dazu kam ein 40-mm-Bofors-Zwillingsgeschütz vor der Brücke und ein Limbo-Wasserbomben-Mörser im hinteren Deckshausbereich. Der Treibstoffvorrat der Umbauten war kleiner und führte zu einem reduzierten Fahrbereich. Durch die Umbauten vergrößerte sich die Standardverdrängung auf 2200 ts. Der normale Tiefgang der Umbauten betrug 4,7 m gegenüber den ursprünglichen 2,9 m.

Der Umbau wurde 1954 abgeschlossen und am 7. Dezember 1954 wurde die HMAS Queenborough für die „1st Frigate Squadron“ der RAN wieder in Dienst gestellt. Im Februar 1955 verlegte die Queenborough zur U-Boot-Abwehrschule der Royal Navy nach Nordirland zu Ausbildungszwecken und kehrte erst im Dezember 1955 nach Australien zurück. Von September 1956 bis Juli 1957 diente das Schiff auf der Far East Station in Singapur mit anderen Einheiten des Commonwealth. Für diesen Einsatz während der so. „Malayan Emergency“ wurde sie später mit der Battle Honour Malaya 1957 ausgezeichnet. Auf der Far East Station wurde das Schiff von 1959 bis 1963 noch fünfmal eingesetzt. Am 10. Juli 1963 wurde die Queenborough außer Dienst gestellt und im Williamstown Dockyard aufgelegt.
.
Am 28. Juli 1966 wurde die Fregatte als Schulschiff erneut in Dienst gestellt, in dem sie bis zum 7. April 1972 verblieb. Bis dahin hatte sie 443.236 Meilen im Dienst der Australischen Marine zurückgelegt.
Am 8. April 1975 erfolgte der Verkauf des Schiffes zum Abbruch nach Hongkong. Am 2. Mai verließ die Queenborough Sydney Harbour im Schlepp und traf am 20. Juni 1975 in Hongkong ein, wo sie verschrottet wurde.

### Die australischen Q-Zerstörer / -Fregatten

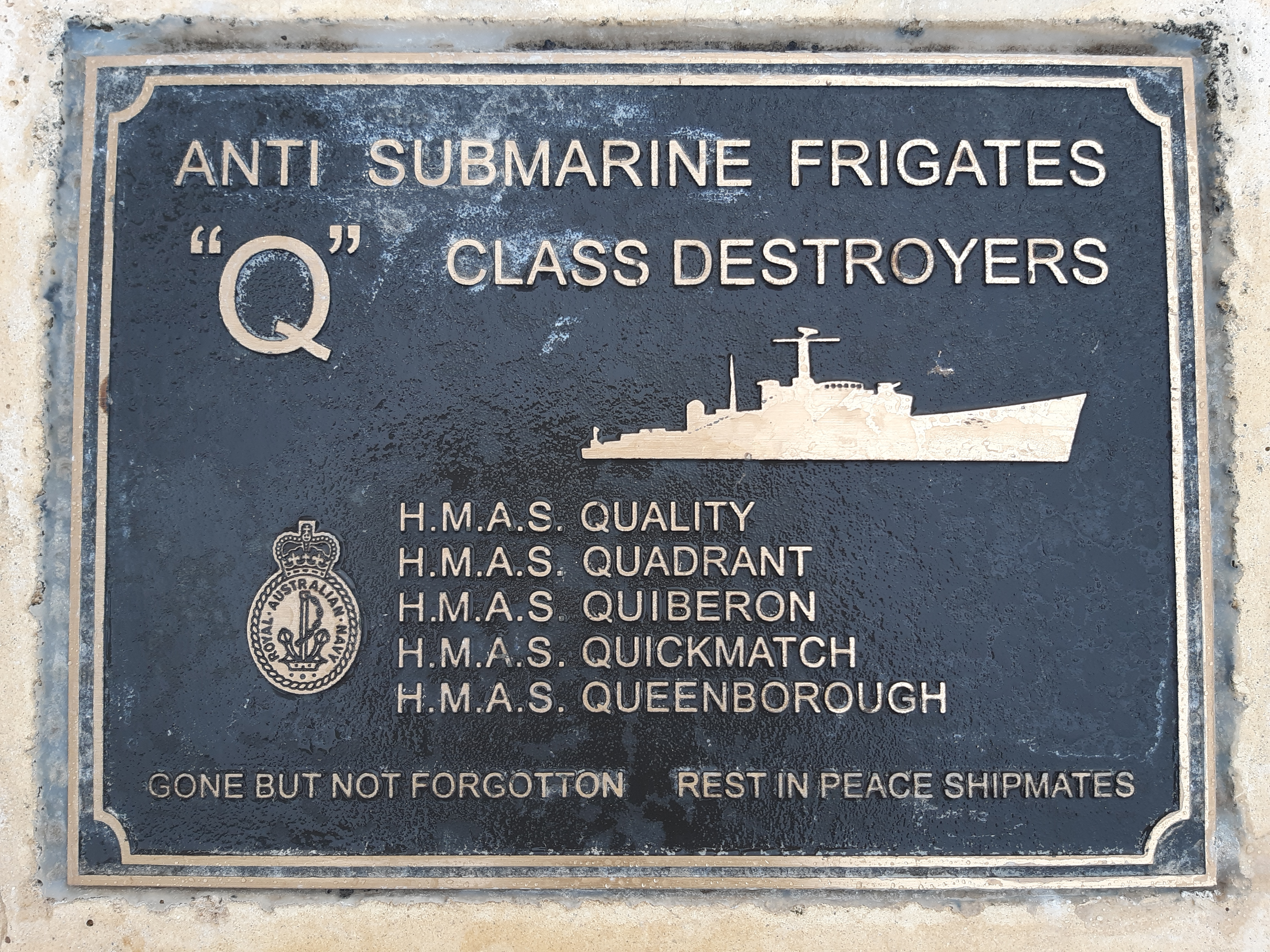
Erinnerungsplakette an die Schiffe der Q-Klasse im Rockingham Naval Memorial Park, Western Australia

| Name         | fertig         | Übernahme | Reserve  | Umbau Typ 15 | fertig Fregatte         | a. D.                        | Verbleib     |
| ------------ | -------------- | --------- | -------- | ------------ | ----------------------- | ---------------------------- | ------------ |
| Quiberon     | G81 15.07.1942 | 6.07.42   | 15.05.50 | 11.50        | F03 18.12.57            | 26.06.64 a. D.               | 2.72 Abbruch |
| Quickmatch   | G92 23.09.1942 | 14.09.42  | 15.05.50 | 4.51         | F04 23.09.55            | 26.04.63 a. D.               | 2.72 Abbruch |
| Quadrant     | G11 26.11.1942 | 18.10.45  | 20.06.47 | 4.50         | F01 16.07.53            | 16.08.57 a. D.               | 2.63 Abbruch |
| Queenborough | G30 10.12.1942 | 20.10.45  | 20.05.46 | 5.50         | F02 7.12.54 57 28.07.66 | 10.07.63 a. D. 4.07.72 a. D. | 4.75 Abbruch |
| Quality      | G62 7.09.1942  | 28.11.45  | 25.01.46 | ==           | ==                      | ==                           | 4.58 Abbruch |